# 瓶狀黑卵蜂
瓶狀黑卵蜂（学名：Telenomus ampullaceus）为緣腹細蜂科黑卵蜂屬下的一个种。